# Arabà Central
Arabà Central és un consell regional del districte del Sud d'Israel, situat al centre de la vall de l'Arabà al desert del Nègueb i fundat el 1977.
El municipi de l'Arabà Central agrupa vuit nuclis de població:
- Moshav: En Yahav (עין יהב), Hazeva (חצבה), Iddan (עידן), Paran (פארן) i Zofar (צופר).
- Altres assentaments comunitaris: Ir Obot (עיר אובות), Sappir (ספיר) i Zuqim (צוקים).